# Arachnothera dilutior
El arañero de Palawan (Arachnothera dilutior) es una especie de ave paseriforme de la familia Nectariniidae endémica de Filipinas. Anteriormente se consideraba una subespecie del arañero chico.

## Distribución
Se encuentra únicamente en las islas del subarchipiélago de Palawan, en el extremo sudoccidental del archipiélago filipino.